# Wamac, Illinois
Wamac là một thành phố thuộc quận Marion, tiểu bang Illinois, Hoa Kỳ. Năm 2010, dân số của thành phố này là 1185 người.

## Dân số
Dân số qua các năm:
- Năm 2000: 1378 người.
- Năm 2010: 1185 người.